# Erpocotyle striata
Erpocotyle striata är en plattmaskart. Erpocotyle striata ingår i släktet Erpocotyle och familjen Hexabothriidae. Inga underarter finns listade i Catalogue of Life.